# 부여 무량사 도솔암 요사
외산 무량사 도솔암 요사는 충청남도 부여군 외산면에 있다. 2005년 7월 6일 부여군의 향토문화유산 제74호로 지정되었다.